# Villars-le-Comte
Villars-le-Comte – miejscowość i gmina (commune) w zachodniej Szwajcarii, w kantonie Vaud, w okręgu (district) Broye-Vully.  

## Demografia
W Villars-le-Comte mieszkają 133 osoby. W 2021 roku 11,3% populacji gminy stanowiły osoby urodzone poza Szwajcarią. 